# 丹尼斯·雷德
丹尼斯·雷德，全称丹尼斯·林恩·雷德（Dennis Lynn Rader，1945年3月9日—），美國連環殺手，在1974年至1991年間於堪薩斯州塞奇威克縣威奇托共最少虐殺了10人。他有BTK殺手（BTK Killer）或BTK扼杀者（BTK Strangler）之稱，BTK意即「綁、虐、殺」（Bind, Torture and Kill）。他在犯案後均會向當地警方和報館寄信，以BTK為署名聲稱曾作案，並在信中講述案件詳情。

## 早年
丹尼斯·雷德是家中四個孩子的老大，父親是William Elvin Rader，母親是Dorothea Mae Rader（娘家姓Cook）。雖然他在堪薩斯州的匹茲堡出生，但却在威奇托(Wichita)長大。他在1966至1970年四年間於美國空軍單位工作，之後他搬到位於威奇托以北七英里的郊區公園市(Park City)生活。。

## 犯行
1974年1月15日，奧特羅家的四名成員在堪薩斯州威奇托被謀殺。受害者是38歲的約瑟夫·奧特羅（Joseph Otero）、33歲的朱莉·奧特羅（Julie Otero）、9歲的約瑟夫·奧特羅（Joseph Otero Jr。）和11歲的約瑟芬·奧特羅（Josephine Otero）。他們的屍體是由家人的三個年齡較大的孩子發現的，他們在謀殺時都在學校讀書。1974年10月，雷德寫了一封信，藏在威奇托公共圖書館的一本工程書中，其中詳細描述了當年1月奧特羅一家被殺的事件。
在1974年春季和1977年冬季之間，雷德又殺死了三名婦女：凱瑟琳·布萊特（Kathryn Bright）（1974年4月4日），雪莉·範·里爾福德（Shirley Vian Relford）（1977年3月17日）和南希·福克斯（Nancy Fox）（1977年12月8日）。1978年初，他又向威奇託的電視台KAKE發送了一封信，聲稱對殺害這些受害人負有責任。他為自己提出了許多可能的名字，包括那個名字：BTK。他在第二封信中要求媒體關注，最後宣布，威奇托確實確實有一個連環殺手。隨函附上一首題為“哦！南希之死”的詩，模仿了美國民歌“ O Death ”的歌詞。在信中，他聲稱自己被“X因子”殺死，他將其描述為一種激發了開膛手傑克、山姆之子和山坡扼殺者的謀殺的超自然元素。
他還打算殺死其他人，例如安娜·威廉姆斯（Anna Williams），1979年，安娜63歲，她比預期晚得多的時間返家而逃脫了被謀殺的下場。雷德在供認時解釋說，他沉迷於威廉姆斯，當她逃脫被謀殺的下場，他盛恕不已。他在她的家中度過了幾個小時，但是變得不耐煩，當她沒有從探望的朋友那裡回到家時就離開了。
年齡為53歲的Marine Hedge於1985年5月5日在威奇托市North Webb Road和North Greenwich Road之間的East 53rd Street North被發現。雷德於4月27日殺害了她，並將她的遺體帶到他的教堂路德教會基督教堂，在那裡他擔任教堂理事會主席。在那裡，他拍攝了她在各個束縛姿勢中的屍體。雷德先前曾在教堂裡存放黑色的塑料布和其他材料，為謀殺做準備，然後將屍體扔在偏僻的溝渠中。雷德稱這起謀殺案為“餅乾計劃”。
1988年，在威奇托弗萊格一家的三名成員被謀殺後，收到了自稱是BTK殺手的某人的來信，信中的作者否認是弗萊格謀殺案的肇事者。作者稱讚殺手做了“令人稱讚的工作”。直到2005年才證明這封信實際上是雷德寫的。他的最終受害者多洛雷斯·E·戴維斯（Dolores E. Davis）於1991年2月1日在帕克城的西117街北和北子午線街被發現。雷德於1月19日殺死了她。
到2004年，對BTK Killer的調查被認為是一個懸案。然後，雷德向本地媒體發起了一系列11次通信。這項活動直接導致他於2005年2月被捕。2004年3月，威奇托鷹報收到了一封使用寄信人比爾·托馬斯·基爾曼（Bill Thomas Killman）的信。這封信的提交人聲稱，他是在1986年9月16日謀殺維基·韋格勒（Vicki Wegerle）的，並附上了犯罪現場的照片和其駕駛執照的複印件，這些照片在犯罪時被盜。在此之前，尚未明確確定韋格勒被BTK殺死。從韋格勒手指甲下收集的DNA為警察提供了以前未知的證據。然後，他們開始對數百名男子進行DNA測試，以尋找連環殺手。總共採集了1300多個DNA樣本，後來被法院命令銷毀。
2004年5月，威奇託的電視台KAKE收到了一封帶有“BTK故事”章節標題的信，偽造的ID和一個字謎。6月9日，在威奇托市First和Kansas公路的拐角處發現一個貼在停車標誌上的包裹。它具有對奧特羅謀殺案的圖形描述，以及一個標有“性興奮是我的帳單”的草圖。隨函附上擬議書《BTK故事》的章節清單，該書模仿了法院電視犯罪作家大衛·洛爾（David Lohr）於1999年撰寫的故事。第一章的標題是“一個連環殺手出生”。7月，一個包裹丟進了公共圖書館的回郵槽，裡面裝著更加奇怪的材料，其中包括聲稱他對當月早些時候在堪薩斯州阿戈尼亞的19歲傑克·艾倫之死負有責任。該說法是錯誤的，艾倫的死亡被裁定為自殺。
被捕後，雷德在審訊中承認，他打算再次殺人，他定了一個約會，即2004年10月，並在跟踪他的預定受害者。2004年10月，一個馬尼拉信封被丟進了威奇託的UPS盒子裡。它上有許多卡片，上面貼著恐怖和綁著孩子的圖像，一首詩威脅著首席調查員肯·蘭德維爾（Len。Ken Landwehr）的生命，還有一本偽造的自傳，其中包含有關拉德（Rader）的生活的許多細節。這些細節隨後被公開。[需要引證] 2004年12月，威奇托警察從BTK殺手那裡收到了另一包包裹。這次，該包裹在威奇託的默多克公園被發現。它有南希·福克斯（Nancy Fox）的駕照，據稱是從犯罪現場偷來的，還有一個像徵性地綁在手和腳上的娃娃，頭上綁著一個塑料袋。2005年1月，雷德試圖將一個穀物箱放在威奇托市Home Depot的一輛皮卡車的床上，但該箱子被卡車的所有者丟棄了。在Rader在後來的消息中問到發生了什麼之後，後來從垃圾箱中取出了它。從那時起停車場的監視錄像帶顯示一個遙遠的人物開著一輛黑色吉普切諾基，將箱子留在皮卡車中。2005年2月，更多的明信片被寄給了KAKE，一個鄉村地區的另一個穀物盒被發現裝有另一個捆綁的玩偶，顯然是在像徵著11歲的約瑟芬·奧特羅（Josephine Otero）被謀殺。
在給警察的信中，雷德問如果他將作品存放在軟碟裡，警方是否可以追踪他。警方在威奇托鷹報上刊登的報紙廣告中回答了他的問題，稱使用軟碟是安全的。2005年2月16日，Rader向威奇託的Fox TV分支機構KSAS-TV發送了一張紫色的1.44 MB Memorex軟碟。還附上一封信，一條帶有大紀念章的金色項鍊，以及1989年有關連環殺手的小說《捕食規則》封面的影印。
警察在軟碟裡發現了一個已被刪除的Microsoft Word文檔的元數據，檔案內容是教會的議程表，由丹尼斯編寫。元數據包含“基督路德教會”字樣，並且該文檔被標記最後修改者為“丹尼斯”。互聯網搜索確定“丹尼斯·雷德”是教堂理事會的主席。當調查員開車駛過雷德的家時，一輛黑色的吉普切諾基（在監控錄像中看到的那種車輛）停在了外面。這是針對雷德的有力間接證據，但他們需要更直接的證據來拘留他。
警方在堪薩斯州立大學醫學診所獲得了一項令狀，以測試從雷德的女兒那裡獲得的宮頸抹片檢查。DNA測試顯示，子宮頸抹片檢查和韋格勒指甲中的樣本之間存在“家族匹配”。這表明兇手與雷德的女兒有密切關係，並結合其他證據足以使警察逮捕雷德。

## 審判
被捕前，雷德是Park City的市政法令執行官，并被选为一間基督教路德宗教會的主席，他於2005年2月25日正午後不久在寓所附近被捕，翌日的記者會上，警方宣佈他就是BTK殺手。
2005年8月18日，丹尼斯·雷德被判10個無期徒刑，175年内不得假釋。